# 未解決事件 (NHKスペシャル)
『未解決事件』（みかいけつじけん）は、再現ドラマとドキュメンタリーを組み合わせて未解決事件を検証するNHKのテレビ番組である。『NHKスペシャル』で2011年から不定期に放送されたのち、2025年秋から土曜22時 - 22時50分の枠にて単独のレギュラー番組として編成される予定。

## 概要
未解決事件がなぜ解決に至らなかったのかを、NHKに保管される当時の取材データや、新たに取材して得られた新事実をもとに検証する。未解決事件を「警察の失敗学」として捉え、犯人逮捕に失敗した原因や報道のあり方を検証するため、NHKスペシャルとして企画された。
また、関連の企画として「NHK未解決事件プロジェクト」があり、2012年1月から全国の未解決事件レポートの放送をスタートさせた。1月は『ニュースウオッチ9』で、広島県廿日市市女子高生殺人事件と京都精華大学生殺人事件を取り上げた。その後も特異行方不明者の問題などが同番組で特集されている。
なお、NHKではこれらの企画と連動して未解決事件に関する目撃情報などの情報提供を募集している。この中で｢皆様から提供いただいた情報をもとに取材させていただく場合もあります｣としている。
2015年から、捜査が続けられている事件に関して、ホームページやSNSなどを通して一般からの情報提供を呼びかける「未解決事件 追跡プロジェクト」が始動した。同年3月にはこのプロジェクトと同名のスピンオフ番組が放送されている（後節参照）。

## 事件リスト
以下は番組の公式サイトに「事件リスト」として掲載されていた事件である。ただし、事件リストのページでは「全ての掲載事件を同番組シリーズにて取り上げ、放送するわけではない」という内容の注意書きもされている。また、File.03として放送された「尼崎殺人死体遺棄事件」は放送が決まるまで事件リストに掲載されていなかった。一方、海外特別編として2020年4月29日・5月2日に放送されたFile.08「JFK暗殺」は放送時点で事件リストに記載されていない。
なお、以下のリスト中にはスピンオフ番組の『未解決事件 追跡プロジェクト』の方で取り上げられた事件もある。

### 未解決の事件
- 三億円事件（1968年12月10日）
- グリコ・森永事件（1984年3月18日） - 2011年7月29日・30日放送
- 朝日新聞阪神支局襲撃事件（1987年5月3日） - 「赤報隊事件」として2018年1月27日・28日放送
- 警察庁長官狙撃事件（1995年3月30日） -  2018年9月2日・8日放送
- 八王子スーパー強盗殺人事件（1995年7月30日）
- 世田谷一家殺害事件（2000年12月30日） - 『追跡プロジェクト』で取り上げられている。
- 島根女子大生殺害事件（2009年11月6日） - 『追跡プロジェクト』で取り上げられている。〈2016年12月20日、被疑者死亡のまま書類送検〉

### 未解明の部分や謎を残した事件
- ロッキード事件（1976年7月27日） - 2016年7月23日・24日放送
- オウム真理教関連事件（1995年3月20日） - 2012年5月26日・27日放送
  - 地下鉄サリン事件：2015年3月20日放送
- 尼崎殺人死体遺棄事件（2011年11月） - 2013年6月9日放送

## 放送日程
再現ドラマの登場者は全員が実在の人物。
| 作品                                  | 副題 | 形式                                    | 初放送日       | 出演者 |
| ------------------------------------- | --- | --------------------------------------- | -------------- | --- |
| File.01 グリコ・森永事件              | 劇場型犯罪の衝撃 トーク・ドキュメント 27年後のグリコ・森永事件                                                                    | 再現ドラマ（前編） 座談会               | 2011年07月29日 | - 読売新聞 大阪府警記者クラブ - 加藤譲（後の捜査一課キャップ）：上川隆也 - 徳永（キャップ）：宅麻伸 - 蔵楽知昭（サブキャップ）：近江谷太朗 - 福良純一（捜査一課担当）：水橋研二 - 上原（捜査一課担当）：中村靖日 - 毎日新聞 大阪府警記者クラブ - 吉山利嗣（加藤のライバルの遊軍記者）：池内博之 - 津野恭誉（キャップ）：鶴見辰吾 - 幸良雄史（捜査一課担当）：山崎樹範 - 毎日新聞 大阪本社 - 古野喜政（社会部長）：石丸謙二郎 - 村田（社会部デスク）：田中要次 - 遊軍記者：山本篤 - 遊軍記者：牧徹 - 遊軍記者：幸野友之 - 大阪府警 特殊班 - 辻正義（係長）：眞島秀和 - 寺原（係長）：加藤忠可 - 永井（班長）：平賀雅臣 - 武田寛（捜査員）：比留間由哲 - 山下（捜査員）：池下重大 - 小田葉子（捜査員）：田丸麻紀 - 井上（捜査員）：金井良信 - 熊谷（捜査員）：南周平 - 藤田（捜査員）：峯村淳二 - 大阪府警 その他 - 鈴木邦芳（刑事部長）：大杉漣 - 平野雄幸（捜査一課長）：升毅 - 吉永（捜査一課刑事）：大鷹明良 - 広報官：福本伸一 - その他 - 大阪府警・辻の妻：国分佐智子 - キツネ目の男：木村靖司 - 他紙社会部長：陰山泰 - 府警担当記者：渡邉紘平 - 府警担当記者：前田一世 - 府警担当記者：野村修一 - 食料品店「タカラ」のおばちゃん：石井トミコ |
| File.01 グリコ・森永事件              | 消えた"かい人21面相" 目撃者たちの告白                                                                                             | 再現ドラマ（後編） ドキュメンタリー     | 2011年07月30日 | - 読売新聞 大阪府警記者クラブ - 加藤譲（後の捜査一課キャップ）：上川隆也 - 徳永（キャップ）：宅麻伸 - 蔵楽知昭（サブキャップ）：近江谷太朗 - 福良純一（捜査一課担当）：水橋研二 - 上原（捜査一課担当）：中村靖日 - 毎日新聞 大阪府警記者クラブ - 吉山利嗣（加藤のライバルの遊軍記者）：池内博之 - 津野恭誉（キャップ）：鶴見辰吾 - 幸良雄史（捜査一課担当）：山崎樹範 - 毎日新聞 大阪本社 - 古野喜政（社会部長）：石丸謙二郎 - 村田（社会部デスク）：田中要次 - 遊軍記者：山本篤 - 遊軍記者：牧徹 - 遊軍記者：幸野友之 - 大阪府警 特殊班 - 辻正義（係長）：眞島秀和 - 寺原（係長）：加藤忠可 - 永井（班長）：平賀雅臣 - 武田寛（捜査員）：比留間由哲 - 山下（捜査員）：池下重大 - 小田葉子（捜査員）：田丸麻紀 - 井上（捜査員）：金井良信 - 熊谷（捜査員）：南周平 - 藤田（捜査員）：峯村淳二 - 大阪府警 その他 - 鈴木邦芳（刑事部長）：大杉漣 - 平野雄幸（捜査一課長）：升毅 - 吉永（捜査一課刑事）：大鷹明良 - 広報官：福本伸一 - その他 - 大阪府警・辻の妻：国分佐智子 - キツネ目の男：木村靖司 - 他紙社会部長：陰山泰 - 府警担当記者：渡邉紘平 - 府警担当記者：前田一世 - 府警担当記者：野村修一 - 食料品店「タカラ」のおばちゃん：石井トミコ |
| File.02 オウム真理教                  | オウム真理教 17年目の真実 | 再現ドラマ（前後編）                    | 2012年05月26日 | - NHK社会部 - 片桐高太郎（記者）：萩原聖人 - 矢吹啓吾（デスク）：豊原功補 - オウム真理教関係者 - 深山織枝（元幹部・仮名）：冨樫真 - 早坂武禮（元幹部・仮名）：羽場裕一 - 麻原彰晃（松本智津夫）（元代表・死刑囚）：古川悦史 - 橋野正和（元幹部・仮名）：比佐一平 - 柿沼浩三（元幹部・仮名）：内野謙太 - 岡崎（佐伯）一明（元幹部・死刑囚）：水橋研二 - 村井秀夫（元幹部）：米村亮太朗 - 早川紀代秀（元幹部・死刑囚）：木下ほうか - 新実智光（元幹部・死刑囚）：遠山悠介 - 平田信（元幹部）：岩澤晶範 - 三浦幸仁（元幹部・仮名）：少路勇介 - 千葉宏樹（元幹部・仮名）：河相我聞 - 笹岡康彦（元幹部・仮名）：美斉津恵友 - 土谷正実（元幹部・死刑囚）：高嶋寛 - 杉本繁郎（元幹部・無期懲役囚）：坂本三成 - 中村昇（元幹部・無期懲役囚）：鯨井康介 - 林郁夫（元幹部・無期懲役囚）：法福法彦 - 沢田忠司（元信者・仮名）：サコイ 修行中に死亡した信者。 - 加川義男（元信者・仮名）：中村倫也 教団の姿勢に疑問を持ち脱会を試みるも殺害される。 - 小島由紀子（元幹部・仮名）：仲坪由紀子 - 柳沢千代（元幹部・仮名）：宮菜穂子 - 新井法子（元幹部・仮名）：伊東知香 - 谷山治美（元幹部・仮名）：板垣桃子 - 広瀬健一（元幹部・死刑囚）：足立智充 - 遠藤誠一（元幹部・死刑囚）：甲斐和樹 - 揺れているサマナ：白州慶子 - サマナ：金成均、植本潤、加藤久雅 - 女性サマナ：原絵里 - 丹沢参加者：平尾仁、川渕良和 - その他 - 前田祐介（織枝の上司）：半海一晃 - 深山織枝の母親：岡まゆみ - 第6サティアン取材記者：豊永伸一郎、冨江洋平 - スタッフルームの記者：白州本樹、仲村辰朗 - 事務所に来たモデル美女：矢松亜由美 |
| File.02 オウム真理教                  | オウムvs警察 知られざる攻防 | ドキュメンタリー                        | 2012年05月27日 | - NHK社会部 - 片桐高太郎（記者）：萩原聖人 - 矢吹啓吾（デスク）：豊原功補 - オウム真理教関係者 - 深山織枝（元幹部・仮名）：冨樫真 - 早坂武禮（元幹部・仮名）：羽場裕一 - 麻原彰晃（松本智津夫）（元代表・死刑囚）：古川悦史 - 橋野正和（元幹部・仮名）：比佐一平 - 柿沼浩三（元幹部・仮名）：内野謙太 - 岡崎（佐伯）一明（元幹部・死刑囚）：水橋研二 - 村井秀夫（元幹部）：米村亮太朗 - 早川紀代秀（元幹部・死刑囚）：木下ほうか - 新実智光（元幹部・死刑囚）：遠山悠介 - 平田信（元幹部）：岩澤晶範 - 三浦幸仁（元幹部・仮名）：少路勇介 - 千葉宏樹（元幹部・仮名）：河相我聞 - 笹岡康彦（元幹部・仮名）：美斉津恵友 - 土谷正実（元幹部・死刑囚）：高嶋寛 - 杉本繁郎（元幹部・無期懲役囚）：坂本三成 - 中村昇（元幹部・無期懲役囚）：鯨井康介 - 林郁夫（元幹部・無期懲役囚）：法福法彦 - 沢田忠司（元信者・仮名）：サコイ 修行中に死亡した信者。 - 加川義男（元信者・仮名）：中村倫也 教団の姿勢に疑問を持ち脱会を試みるも殺害される。 - 小島由紀子（元幹部・仮名）：仲坪由紀子 - 柳沢千代（元幹部・仮名）：宮菜穂子 - 新井法子（元幹部・仮名）：伊東知香 - 谷山治美（元幹部・仮名）：板垣桃子 - 広瀬健一（元幹部・死刑囚）：足立智充 - 遠藤誠一（元幹部・死刑囚）：甲斐和樹 - 揺れているサマナ：白州慶子 - サマナ：金成均、植本潤、加藤久雅 - 女性サマナ：原絵里 - 丹沢参加者：平尾仁、川渕良和 - その他 - 前田祐介（織枝の上司）：半海一晃 - 深山織枝の母親：岡まゆみ - 第6サティアン取材記者：豊永伸一郎、冨江洋平 - スタッフルームの記者：白州本樹、仲村辰朗 - 事務所に来たモデル美女：矢松亜由美 |
| File.03 尼崎殺人死体遺棄事件          | これほど多くの家族が巻き込まれながら、なぜ15年以上もの間、見逃されてきたのか。                                                    | 再現ドラマ ドキュメンタリー             | 2013年06月09日 | - 主犯の女性：烏丸せつこ - 主犯の女性の義妹：中島史恵 - 主犯の女性の叔父の妻・ハル（仮名）：森康子（遺影） - 門脇政雄（仮名、ハルの弟・ナツの兄）：山野史人 - 門脇武雄（仮名、政雄の息子）：五森大輔 - 横地ナツ（仮名、ハル・政雄の妹）：たつづき久美 - 横地栄一（仮名、ナツの長男）：筒井巧 - 横地栄次（仮名、ナツの次男）：鈴木健介 - 横地栄三（仮名、ナツの三男）：宮吉康夫 - 横地満子（仮名、栄一の妻）：わかぎゑふ - 横地弥生（仮名、栄次の妻）：岩橋道子 - 横地悦子（仮名、栄三の妻）：春木みさよ - 横地家の子供：矢本悠馬、夏江紘実、光平崇弘、林彬 - 高松の一家の父：堀内正美 - 高松の一家の母：竹内晶子 - 高松の一家の長女：中村映里子 - 高松の一家の次女：千野裕子 - 長女を匿った友人・知人：水木薫、穂花、森郁月 - 主犯の女性の手下： 中島一浩、山下禎啓、高橋孝輔、山下竜輝、柿本拓実、サコイ、本田清澄、浜谷康幸 |
| File.04 オウム真理教 地下鉄サリン事件 | “20年前のあの日、東京の地下でいったい何が起きていたのか? なぜオウムは地下鉄サリン事件を引き起こし、社会を壊滅させようとしたのか?” | ドキュメンタリー （再現ドラマ部分含む） | 2015年03月20日 | |
| File.05 ロッキード事件                | ロッキード事件 40年目の真実 未解決事件外伝 〜ロッキード事件と田中角栄の時代〜                                                     | 再現ドラマ（前後編） ドキュメンタリー   | 2016年07月23日 | - 東京地検特捜部 - 吉永祐介（副部長・主任検事）：松重豊 - 川島興（捜査統括・特捜部長）：国広富之 - 高瀬禮二（本部長・検事正）：中村育二 - 豊島英次郎（副本部長・次席検事）：小林隆 - 石黒久𥇍（副部長）：加藤満 - 堀田力（検事）：石井正則 - 村田恒（検事）：橋本じゅん - 松尾邦弘（検事）：小林正寛 - 小木曾國隆（検事）：水澤紳吾 - 松田昇（検事）：大場泰正 - 山邊力（検事）：伊藤正之 - 安保憲次（検事）：徳井優 - 田山太一郎（事務官）：玉置孝匡 - 水野光昭（事務官）：三浦誠己 - 検察庁 - 布施健（最高検察庁 検事総長）：木場勝己 - 神谷尚男（東京高等検察庁 検事長）：大谷亮介 - 安原美穗（法務省刑事局長）：小林勝也 - 政治家 - 三木武夫（内閣総理大臣）：有福正志 - 田中角栄（前内閣総理大臣）：石橋凌 - 丸紅 - 檜山廣（会長）：村井國夫 - 大久保利春（専務）：酒向芳 - 伊藤宏（専務）：岩谷健司 - 児玉誉士夫関係者 - 児玉誉士夫（戦後最大のフィクサー）：苅谷俊介 - 児玉睿子（児玉の妻）：中島ひろ子 - 喜多村孝一（児玉の主治医）：嶋田久作 - 太刀川恒夫（児玉の秘書）：渡辺穣 - 福田太郎（児玉の通訳）：阪田マサノブ - NHK - 伊達孝雄（記者）：眞島秀和 - 大原浩蔵（社会部デスク）：大西武志 |
| File.05 ロッキード事件                | 日米の巨大な闇 40年目のスクープ                                                                                                   | ドキュメンタリー                        | 2016年07月24日 | - 東京地検特捜部 - 吉永祐介（副部長・主任検事）：松重豊 - 川島興（捜査統括・特捜部長）：国広富之 - 高瀬禮二（本部長・検事正）：中村育二 - 豊島英次郎（副本部長・次席検事）：小林隆 - 石黒久𥇍（副部長）：加藤満 - 堀田力（検事）：石井正則 - 村田恒（検事）：橋本じゅん - 松尾邦弘（検事）：小林正寛 - 小木曾國隆（検事）：水澤紳吾 - 松田昇（検事）：大場泰正 - 山邊力（検事）：伊藤正之 - 安保憲次（検事）：徳井優 - 田山太一郎（事務官）：玉置孝匡 - 水野光昭（事務官）：三浦誠己 - 検察庁 - 布施健（最高検察庁 検事総長）：木場勝己 - 神谷尚男（東京高等検察庁 検事長）：大谷亮介 - 安原美穗（法務省刑事局長）：小林勝也 - 政治家 - 三木武夫（内閣総理大臣）：有福正志 - 田中角栄（前内閣総理大臣）：石橋凌 - 丸紅 - 檜山廣（会長）：村井國夫 - 大久保利春（専務）：酒向芳 - 伊藤宏（専務）：岩谷健司 - 児玉誉士夫関係者 - 児玉誉士夫（戦後最大のフィクサー）：苅谷俊介 - 児玉睿子（児玉の妻）：中島ひろ子 - 喜多村孝一（児玉の主治医）：嶋田久作 - 太刀川恒夫（児玉の秘書）：渡辺穣 - 福田太郎（児玉の通訳）：阪田マサノブ - NHK - 伊達孝雄（記者）：眞島秀和 - 大原浩蔵（社会部デスク）：大西武志 |
| File.06 赤報隊事件                    | | 実録ドラマ                              | 2018年01月27日 | - 朝日新聞社関係者 - 樋田毅（朝日新聞特命取材班記者）：草彅剛 - 辰濃哲郎（朝日新聞特命取材班記者）：上地雄輔 - 粕谷卓志（朝日新聞特命取材班記者）：長谷川朝晴 - 岡田伸之（朝日新聞特命取材班記者）：丸山智己 - 小尻知博（朝日新聞・阪神支局記者・被害者）：笠原秀幸 - 犬飼兵衛（朝日新聞・阪神支局記者・被害者）：芝崎昇 - 高山顕治（朝日新聞・阪神支局記者）：光山文章 - 大島次郎（朝日新聞・阪神支局長）：松澤一之 - 木村卓而（朝日新聞・大阪本社社会部デスク）：木下政治 - 折井邦生（朝日新聞・阪神支局デスク）：遠山俊也 - 佐伯芳明（朝日新聞・阪神支局記者）：宮川一朗太 - 臼井敏男（朝日新聞・東京本社社会部）：清水一彰 - 法花敏郎（朝日新聞・大阪本社社会部）：中島一浩 - 伊藤景子（朝日新聞・神戸支局記者）：朝倉えりか - 澤崎みどり（朝日新聞・阪神支局アルバイト）：木下桜 - 朝日新聞・大阪本社記者：古川悦史 - 朝日新聞・大阪本社記者：須田邦裕 - 被害者・小尻記者の家族 - 小尻記者の妻：堀内敬子 - 小尻記者の父：渡辺憲吉 - 小尻記者の母：佐藤直子 - 小尻記者の娘（幼少期）：落井実結子 - 小尻記者の娘（小学生）：竹野谷咲 - 小尻記者の娘（高校生）：山田杏奈 - 樋田記者の家族 - 樋田記者の妻：中越典子 - 樋田記者の娘：野澤しおり、宝辺花帆美、本保佳音 - 右翼団体関係者 - 村田雄浩、阪田マサノブ、大河内浩、大鷹明良、今野浩喜 |
| File.06 赤報隊事件                    | 赤報隊事件 戦慄の銃弾 知られざる闇                                                                                                | ドキュメンタリー                        | 2018年01月28日 | - 朝日新聞社関係者 - 樋田毅（朝日新聞特命取材班記者）：草彅剛 - 辰濃哲郎（朝日新聞特命取材班記者）：上地雄輔 - 粕谷卓志（朝日新聞特命取材班記者）：長谷川朝晴 - 岡田伸之（朝日新聞特命取材班記者）：丸山智己 - 小尻知博（朝日新聞・阪神支局記者・被害者）：笠原秀幸 - 犬飼兵衛（朝日新聞・阪神支局記者・被害者）：芝崎昇 - 高山顕治（朝日新聞・阪神支局記者）：光山文章 - 大島次郎（朝日新聞・阪神支局長）：松澤一之 - 木村卓而（朝日新聞・大阪本社社会部デスク）：木下政治 - 折井邦生（朝日新聞・阪神支局デスク）：遠山俊也 - 佐伯芳明（朝日新聞・阪神支局記者）：宮川一朗太 - 臼井敏男（朝日新聞・東京本社社会部）：清水一彰 - 法花敏郎（朝日新聞・大阪本社社会部）：中島一浩 - 伊藤景子（朝日新聞・神戸支局記者）：朝倉えりか - 澤崎みどり（朝日新聞・阪神支局アルバイト）：木下桜 - 朝日新聞・大阪本社記者：古川悦史 - 朝日新聞・大阪本社記者：須田邦裕 - 被害者・小尻記者の家族 - 小尻記者の妻：堀内敬子 - 小尻記者の父：渡辺憲吉 - 小尻記者の母：佐藤直子 - 小尻記者の娘（幼少期）：落井実結子 - 小尻記者の娘（小学生）：竹野谷咲 - 小尻記者の娘（高校生）：山田杏奈 - 樋田記者の家族 - 樋田記者の妻：中越典子 - 樋田記者の娘：野澤しおり、宝辺花帆美、本保佳音 - 右翼団体関係者 - 村田雄浩、阪田マサノブ、大河内浩、大鷹明良、今野浩喜 |
| File.07 警察庁長官狙撃事件            | | ドキュメンタリー                        | 2018年09月02日 | - 警察関係 - 原雄一（警視庁捜査一課）：國村隼 - 米村敏朗（大阪府警本部長、後に警視総監）：小日向文世 - 森岡（警視庁公安部）：毎熊克哉 - 中村泰：イッセー尾形 - その他 - 中村泰の実弟：石丸謙二郎 - 石黒清（協力者）の妻：中村優子 |
| File.07 警察庁長官狙撃事件            | 容疑者Nと刑事の15年 | 実録ドラマ                              | 2018年09月08日 | - 警察関係 - 原雄一（警視庁捜査一課）：國村隼 - 米村敏朗（大阪府警本部長、後に警視総監）：小日向文世 - 森岡（警視庁公安部）：毎熊克哉 - 中村泰：イッセー尾形 - その他 - 中村泰の実弟：石丸謙二郎 - 石黒清（協力者）の妻：中村優子 |
| File.08 JFK暗殺                       | episode I “はめられた”男 | 実録ドラマ（前編） ドキュメンタリー     | 2020年04月29日 | - オズワルド：ジェイムス・ワトキンス - マリーナ：マイア・スチュワードソン - オズワルド厚木時代 - ミドリ：春花 - ナゲル：ド・ランクザン望 - バーテン：松居大悟 - スタウト：マルビン - 海兵隊1：マイケル・アーロン - 海兵隊2：グレッグ・S - 上官：ネイサン・ペリー - 「組織」の男たち - ウォルトン・ムーア：テレンス・クロフォード - 幹部X：グレゴリーP - 幹部Y：リチャード・ミルナー - ジョアニーデス：ジュリエン・P - ウォーレン委員会 - ランキン：チャールズ・グラバー - ベリン：ガイタノ・トタロ - 暗殺当日の目撃者たち - ギブンス：マイケル - ベーカー：ジャック・ビンシリオン - ユインス：ロミオ - 在ロシア米大使館 - スナイダー：グレッグ・デール - マクビガー：ジェフリー・ロウ - ロシアから帰国後のオズワルドを取り巻く人々 - ウォーカー将軍：マーク・サトゥーノ - モーレンシュルト：ダニエル・オ・グラディ - ペイン：ポーラ・B |
| File.08 JFK暗殺                       | episode II 浮かび上がる“黒幕” | 実録ドラマ（後編） ドキュメンタリー     | 2020年05月02日 | - オズワルド：ジェイムス・ワトキンス - マリーナ：マイア・スチュワードソン - オズワルド厚木時代 - ミドリ：春花 - ナゲル：ド・ランクザン望 - バーテン：松居大悟 - スタウト：マルビン - 海兵隊1：マイケル・アーロン - 海兵隊2：グレッグ・S - 上官：ネイサン・ペリー - 「組織」の男たち - ウォルトン・ムーア：テレンス・クロフォード - 幹部X：グレゴリーP - 幹部Y：リチャード・ミルナー - ジョアニーデス：ジュリエン・P - ウォーレン委員会 - ランキン：チャールズ・グラバー - ベリン：ガイタノ・トタロ - 暗殺当日の目撃者たち - ギブンス：マイケル - ベーカー：ジャック・ビンシリオン - ユインス：ロミオ - 在ロシア米大使館 - スナイダー：グレッグ・デール - マクビガー：ジェフリー・ロウ - ロシアから帰国後のオズワルドを取り巻く人々 - ウォーカー将軍：マーク・サトゥーノ - モーレンシュルト：ダニエル・オ・グラディ - ペイン：ポーラ・B |
| File.09 松本清張と帝銀事件            | 第1部 『松本清張と「小説帝銀事件」』                                                                                              | 実録ドラマ                              | 2022年12月29日 | - 松本清張（小説家）：大沢たかお - 平沢貞通（逮捕された画家）：榎木孝明 - 田川博一（文藝春秋編集長）：要潤 - 松本ナヲ（清張の妻）：井川遥 - 山田義夫（平沢貞通の弁護士）：佐野史郎 - 松田昭信（元警視庁特命班刑事）：山崎銀之丞 - 秋山浩（元731部隊少年兵）：広田亮平 - 竹内理一（読売新聞社会部記者）：迫田孝也 - 竹内正子（理一の妻、事件生存者）：桜木梨奈 - 半藤一利（文藝春秋編集者）：井上賢嗣 - 佐竹充（特派記者）：久保田かずのぶ - 池島信平（文藝春秋新社編集局長）：千葉哲也 - 福本征治（「日本新報」元社会部次長）：豊原功補 |
| File.09 松本清張と帝銀事件            | 第2部 「74年目の真実」 | ドキュメンタリー                        | 2022年12月30日 | - 松本清張（小説家）：大沢たかお - 平沢貞通（逮捕された画家）：榎木孝明 - 田川博一（文藝春秋編集長）：要潤 - 松本ナヲ（清張の妻）：井川遥 - 山田義夫（平沢貞通の弁護士）：佐野史郎 - 松田昭信（元警視庁特命班刑事）：山崎銀之丞 - 秋山浩（元731部隊少年兵）：広田亮平 - 竹内理一（読売新聞社会部記者）：迫田孝也 - 竹内正子（理一の妻、事件生存者）：桜木梨奈 - 半藤一利（文藝春秋編集者）：井上賢嗣 - 佐竹充（特派記者）：久保田かずのぶ - 池島信平（文藝春秋新社編集局長）：千葉哲也 - 福本征治（「日本新報」元社会部次長）：豊原功補 |
| File.10 下山事件                      | 第1部 | 実録ドラマ                              | 2024年03月30日 | - 布施健（東京地検主任検事）：森山未來 - 矢田喜美雄（朝日新聞記者）：佐藤隆太 - 李中煥（ソ連のスパイ）：玉置玲央 - 松本清張（小説家）：大沢たかお - 鎗水徹（読売新聞記者）：溝端淳平 - 渡辺修二（情報屋）：前田旺志郎 - 板垣正己（検察事務官）：森崎ウィン - 佐久間幾雄（東京地検検事）：川島潤哉 - 櫻岡万吉（検察事務官）：アベラヒデノブ - 高瀬禮二（東京地検検事正）：俵木藤汰 - 八十島信之助（法医学者）：三島ゆたか - 古畑種基（法医学者）：水野智則 - 宮下英二郎（元CIC）：曽我部洋士 - 真木一英（柿の木坂機関員）：山下雄資 - 田中栄一（警視総監）：井上賢嗣 - 児玉誉士夫（右翼活動家）：岩崎う大 - 下山定則（日本国有鉄道初代総裁）：堀内充治 - 馬場義続（東京地検次席検事）：渡部篤郎 |
| File.10 下山事件                      | 第2部 | ドキュメンタリー                        | 2024年03月30日 | - 布施健（東京地検主任検事）：森山未來 - 矢田喜美雄（朝日新聞記者）：佐藤隆太 - 李中煥（ソ連のスパイ）：玉置玲央 - 松本清張（小説家）：大沢たかお - 鎗水徹（読売新聞記者）：溝端淳平 - 渡辺修二（情報屋）：前田旺志郎 - 板垣正己（検察事務官）：森崎ウィン - 佐久間幾雄（東京地検検事）：川島潤哉 - 櫻岡万吉（検察事務官）：アベラヒデノブ - 高瀬禮二（東京地検検事正）：俵木藤汰 - 八十島信之助（法医学者）：三島ゆたか - 古畑種基（法医学者）：水野智則 - 宮下英二郎（元CIC）：曽我部洋士 - 真木一英（柿の木坂機関員）：山下雄資 - 田中栄一（警視総監）：井上賢嗣 - 児玉誉士夫（右翼活動家）：岩崎う大 - 下山定則（日本国有鉄道初代総裁）：堀内充治 - 馬場義続（東京地検次席検事）：渡部篤郎 |

### スピンオフ番組
視聴者から情報を募り未解決事件を取り扱った番組。NHKのサイトやSNS等で「あなたの情報が事件を動かすかもしれない」と情報を求めスピンオフとして番組を展開した。
| 作品                              | 副題                        | 初放送日       | キャスター       | 取り上げられた事件                                                                                      |
| --------------------------------- | --------------------------- | -------------- | ---------------- | --- |
| 未解決事件 追跡プロジェクト       | 捜査最前線で何が            | 2015年03月22日 | 草彅剛、鎌倉千秋 | 世田谷一家殺害事件 名古屋市西区主婦殺害事件 広島県廿日市女子高生殺人事件                                |
| 未解決事件 追跡プロジェクト 第2弾 | 埋もれた情報 動き出した事件 | 2015年12月13日 | 草彅剛、鎌倉千秋 | 世田谷一家殺害事件 池袋駅立教大生殺害事件 島根女子大生殺害（死体遺棄）事件 葛飾区上智大生殺人・放火事件 |

## 番組制作・テーマ曲
- チーフ・プロデューサー：中村直文
- 語り：伊東敏恵アナウンサー
- 脚本：田子明弘（1・2・6）、森井睦（3）、鈴木智（5）、黒崎博（7）、西村武五郎（8）、安達奈緒子（9・10）
- 音楽：川井憲次
  - テーマ曲：おおたか静流 "ラビリンス"（作曲：川井憲次）
  - 『File.05 ロッキード事件』からの追加曲は得田真裕が担当

## その他
- 2013年6月に放送された「File.03 尼崎殺人死体遺棄事件」について、同事件に関する裁判の被告弁護人らが「一定の意図で編集された再現映像によって、（裁判員に選ばれる可能性がある）視聴者に予断と偏見を与える」とNHKに抗議、「裁判員制度開始にあたっての取材・報道指針」（日本新聞協会が2008年に発表）の厳守とNHKオンデマンドでの配信停止を求めている[7][8][9]。それに対してNHK側は「同番組の制作においても事件報道と同じく指針に法っている」としている[9]が、NHKオンデマンドでの配信については後に「プライバシーに配慮した一時的な措置」として停止していたが[10]、2022年12月29日に同番組が再放送されたことを契機に配信が再開した。

## 関連作品

### DVD
- 「NHKスペシャル 未解決事件 グリコ・森永事件」（ポニーキャニオン） - 2012年2月15日発売
- 「NHKスペシャル 未解決事件 ロッキード事件」（NHKエンタープライズ） - 2017年4月21日発売

### 書籍
- 『未解決事件 グリコ・森永事件〜捜査員300人の証言』文芸春秋、2012年。ISBN 4163752005。
- 『未解決事件 オウム真理教秘録』文芸春秋、2013年。ISBN 4163759204。

### 漫画
- File.01と02が中祥人作画、星井博文構成によって漫画化され、『グランドジャンプ』（集英社）2012年9号から25号まで連載（単行本全2巻）。